# Microchelifer granulatus
Microchelifer granulatus är en spindeldjursart som beskrevs av Beier 1954. Microchelifer granulatus ingår i släktet Microchelifer och familjen tvåögonklokrypare. Inga underarter finns listade i Catalogue of Life.